# Jerónimo Caraffa Carraciolo
Girolamo Caraffa Carraciolo o, en su forma hispanizada, Jerónimo Caraffa Carraciolo, marqués de Montenegro (Abruzzo, 1564 - Génova, 1633) fue un general italiano que sirvió en el Imperio Español.

## Vida
Jerónimo nació en el seno de la noble familia napolitana Caraffa. Su padre fue Rainaldo Caraffa y su madre Portia Carracciola, hija del Duque de Sicignano. Con 14 años fue enviado a Roma a estudiar ciencias bajo la tutela de su tío, el cardenal Antonio Carafa. Se casó joven con Hipólita de Lannoy, nieta del virrey español de Nápoles Carlos de Lannoy. Era un estricto católico y con una cuidada educación.
En 1587, se unió al ejército español contra la opinión de su familia. Sirvió bajo Alejandro Farnesio en la guerra de Flandes y contra Enrique IV de Francia en Ligne (1590) y Ruan (1592). Comandó su propio ejército en Frisia, Brabante y Flandes.
Durante las guerras de religión de Francia participó en batallas fronterizas antes de tomar parte en el sitio de Amiens de 1597 donde terminó tomando el mando tras la muerte de Hernán Tello de Portocarrero. Defendió la ciudad con valentía, pero fue incapaz de evitar la capitulación ante Enrique IV de Francia el 25 de septiembre de 1597.
Tras su regreso a los Países Bajos, combatió en el sitio de Ostende y en Italia contra Saboya. Tras lograrse la paz, fue comandante de caballería en Sicilia y aceptó una oferta para entrar al servicio del emperador Fernando II durante el estallido de la Guerra de los Treinta Años.
Tuvo una participación notable en la batalla de la Montaña Blanca de 1620 al evitar la unión de las tropas Gabriel Bethlen con sus aliados bohemios. También participó en combates en la vecindad de Milán en 1621. 
Tras la firmarse la paz con Gabriel Bethlen, Jerónimo fue nombrado mariscal de campo (feldmarschall) y príncipe imperial (Reichsfürst). Regresó a España, donde ocupó el cargo de Virrey de Aragón entre 1632 y 1635. Murió durante un viaje de regreso a los Países Bajos.